# Sojus TMA-14M
Sojus TMA-14M ist eine Missionsbezeichnung für den Flug des russischen Raumschiffs Sojus zur Internationalen Raumstation. Im Rahmen des ISS-Programms trägt der Flug die Bezeichnung ISS AF-40S. Es war der 40. Besuch eines Sojus-Raumschiffs an der ISS und der 146. Flug im Sojusprogramm.

## Besatzung

### Hauptbesatzung
- Alexander Michailowitsch Samokutjajew (2. Raumflug), Kommandant, (Russland/Roskosmos)
- Jelena Olegowna Serowa (1. Raumflug), Bordingenieurin, (Russland/Roskosmos)
- Barry E. Wilmore (2. Raumflug), Bordingenieur, (USA/NASA)

Die Bordingenieurin Jelena Serowa ist die erste russische Kosmonautin, die zur ISS flog. Sie ist die zweite russische Frau nach Jelena Kondakowa mit einer Langzeitmission und die vierte sowjetische/russische Frau mit einem Raumflug (nach Walentina Tereschkowa, Swetlana Sawizkaja und Jelena Kondakowa).

### Ersatzmannschaft
- Gennadi Iwanowitsch Padalka (5. Raumflug), Kommandant, (Russland/Roskosmos)[4]
- Michail Borissowitsch Kornijenko (2. Raumflug), Bordingenieur, (Russland/Roskosmos)
- Scott Kelly (4. Raumflug), Bordingenieur, (USA/NASA)

## Missionsbeschreibung
Die Mission brachte drei Besatzungsmitglieder der ISS-Expeditionen 41 und 42 zur Internationalen Raumstation. Nach dem Start am 25. September 2014 entfaltete sich nur einer der beiden Ausleger mit den Solarzellen, die Mission war dadurch jedoch nicht gefährdet. Wie seit Sojus TMA-08M üblich, näherte sich das Raumschiff schon nach wenigen Stunden der ISS. Nach dem Ankoppeln entfaltete sich auch der zweite Solarzellenausleger erfolgreich.
Nach der Ankunft befanden sich knapp einen Monat lang fünf Raumschiffe an der ISS: Sojus TMA-13M und Sojus TMA-14M für die Besatzung sowie die drei Raumfrachter Progress M-24M, ATV-5 Georges Lemaître und Dragon CRS-4.
Am 11. März 2015 um 22:44 UTC koppelte Sojus TMA-14M mit Samokutjajew, Serowa und Wilmore an Bord ab. Damit begann auf der ISS die Expedition 43 mit Terry Virts als Kommandant. Der Deorbit Burn fand um 1:16 UTC am 12. März in 12 km Entfernung zur ISS statt, dabei brach unerwartet zu diesem frühen Zeitpunkt der Funkkontakt ab. Das Raumschiff absolvierte dennoch alle Prozeduren vorschriftsmäßig und brachte die Landekapsel um 1:45 UTC in die dichteren Bereiche der Erdatmosphäre. Der Bremsschirm wurde in 10,7 Kilometern Höhe aktiviert, in etwa 7,5 Kilometern Höhe entfaltete sich der riesige weiß-orange gestreifte Hauptfallschirm. Die Landung erfolgte schließlich um 2:07 UTC 145 km südöstlich von Scheskasgan bei dickem Nebel mitten in der Steppe Kasachstans.

## Galerie

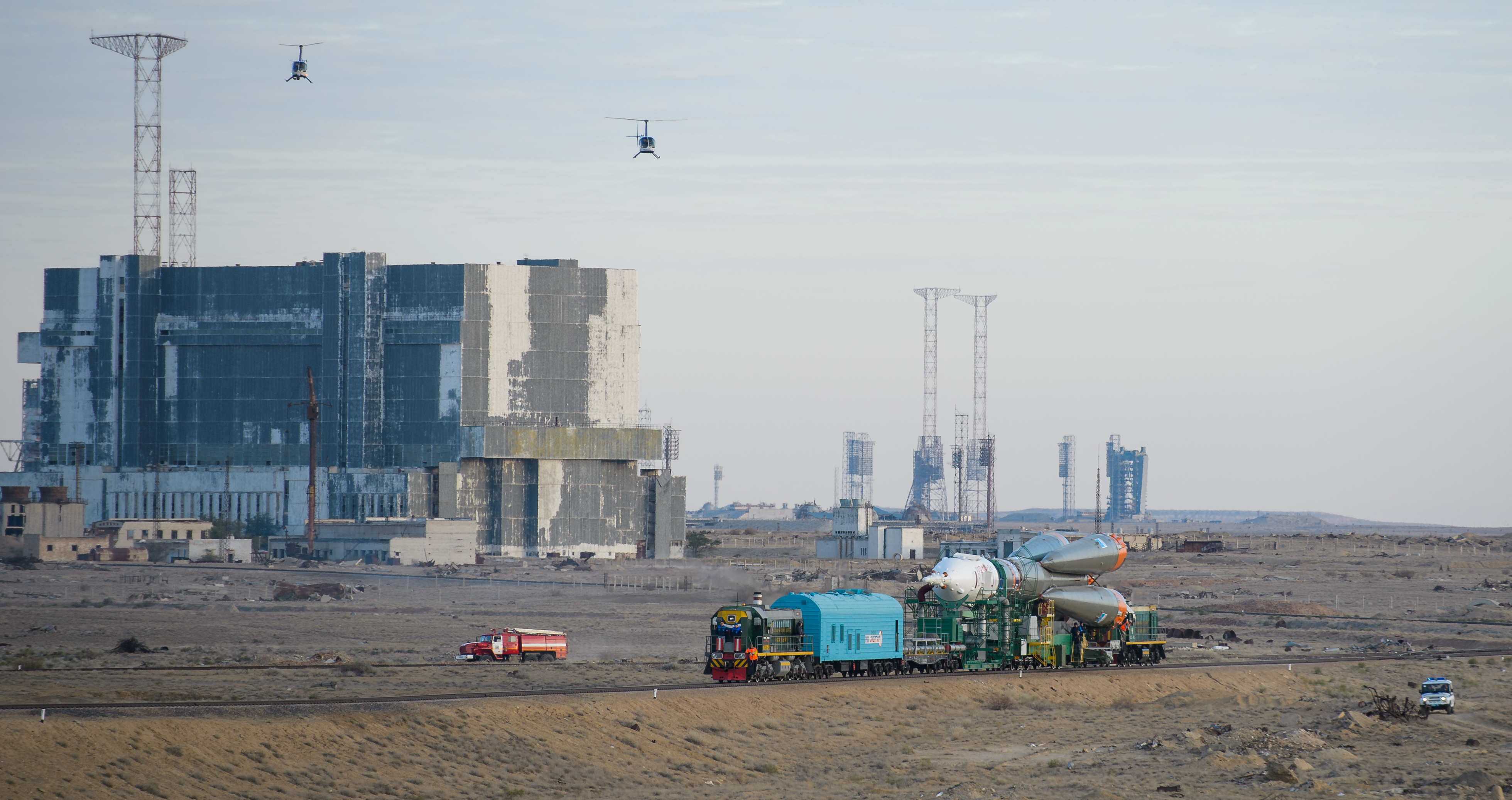
Der Rollout der Rakete am 23. September 2014
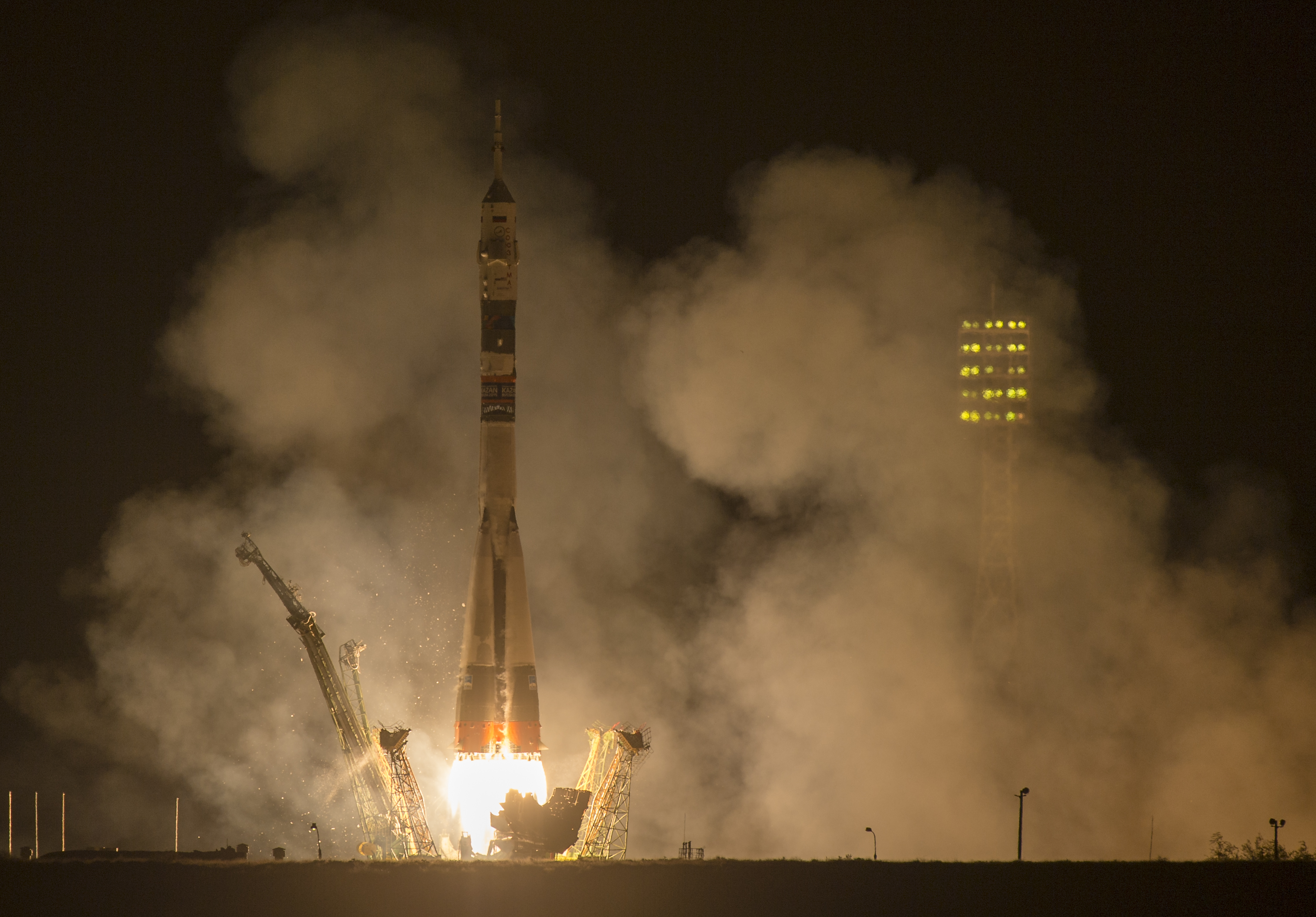
Der Start am 25. September
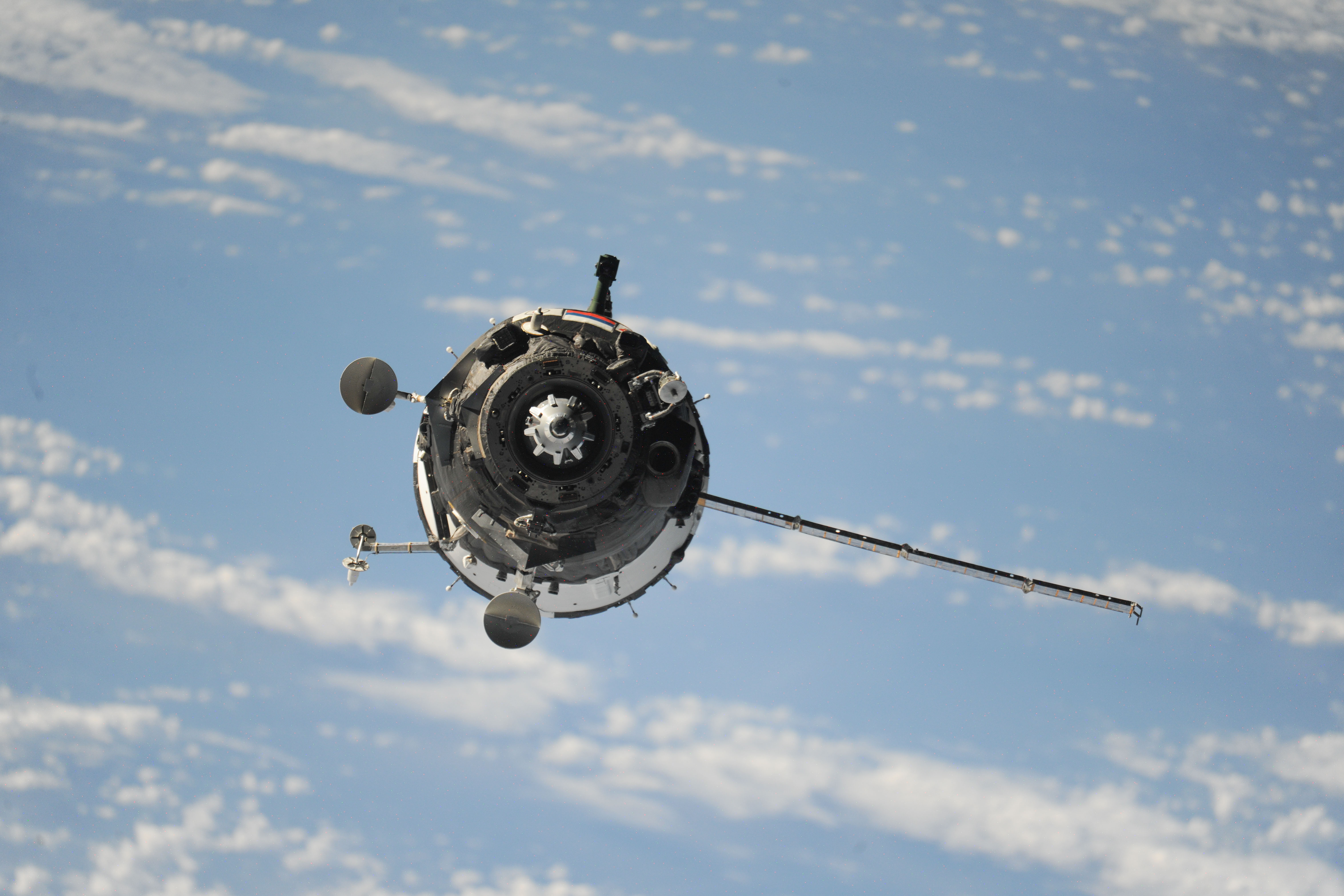
Annäherung an die Station am 26. September
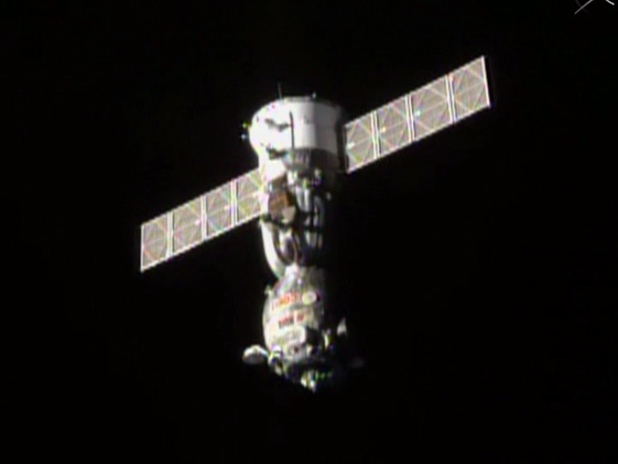
Nach dem Abdocken am 11. März 2015
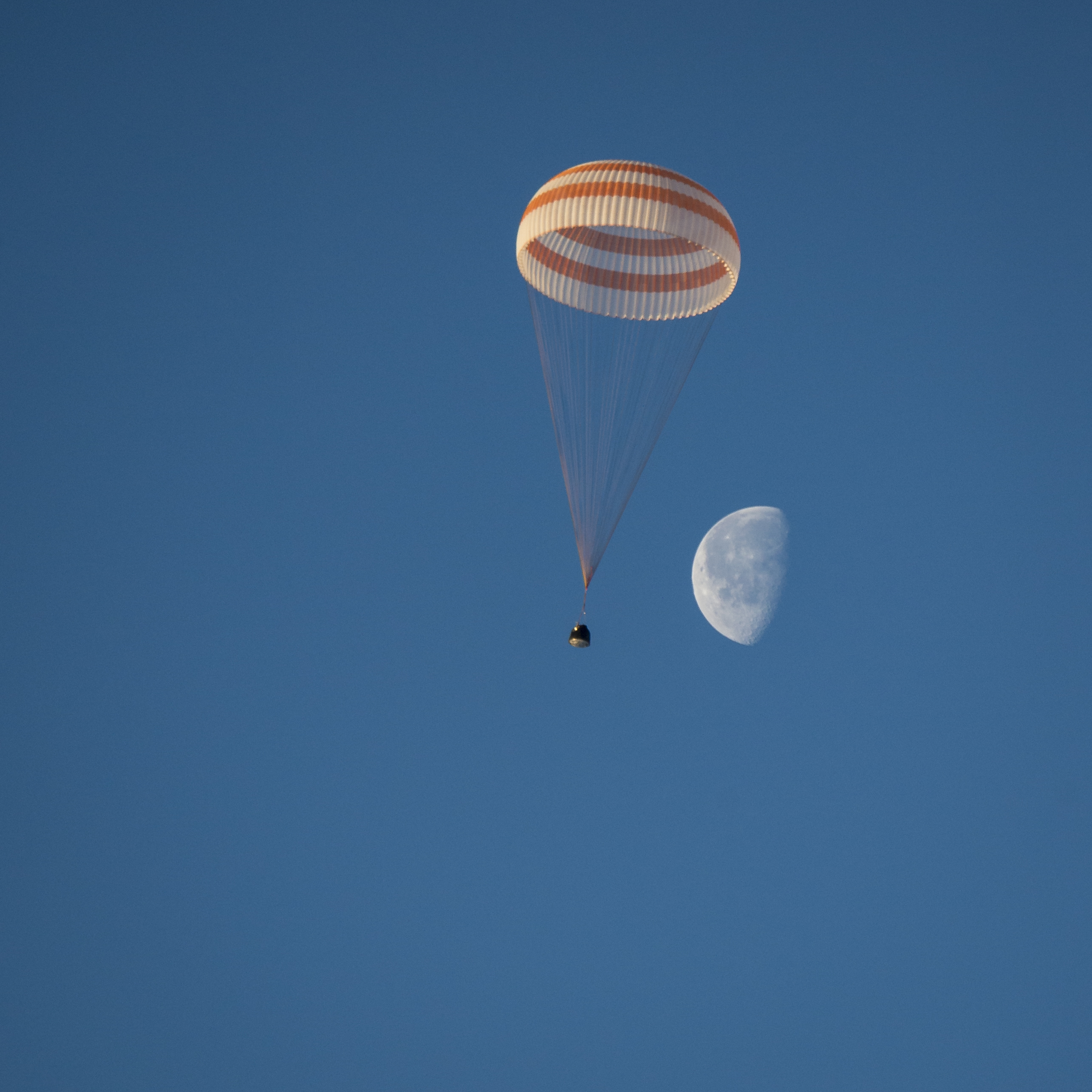
Kurz vor der Landung am 12. März
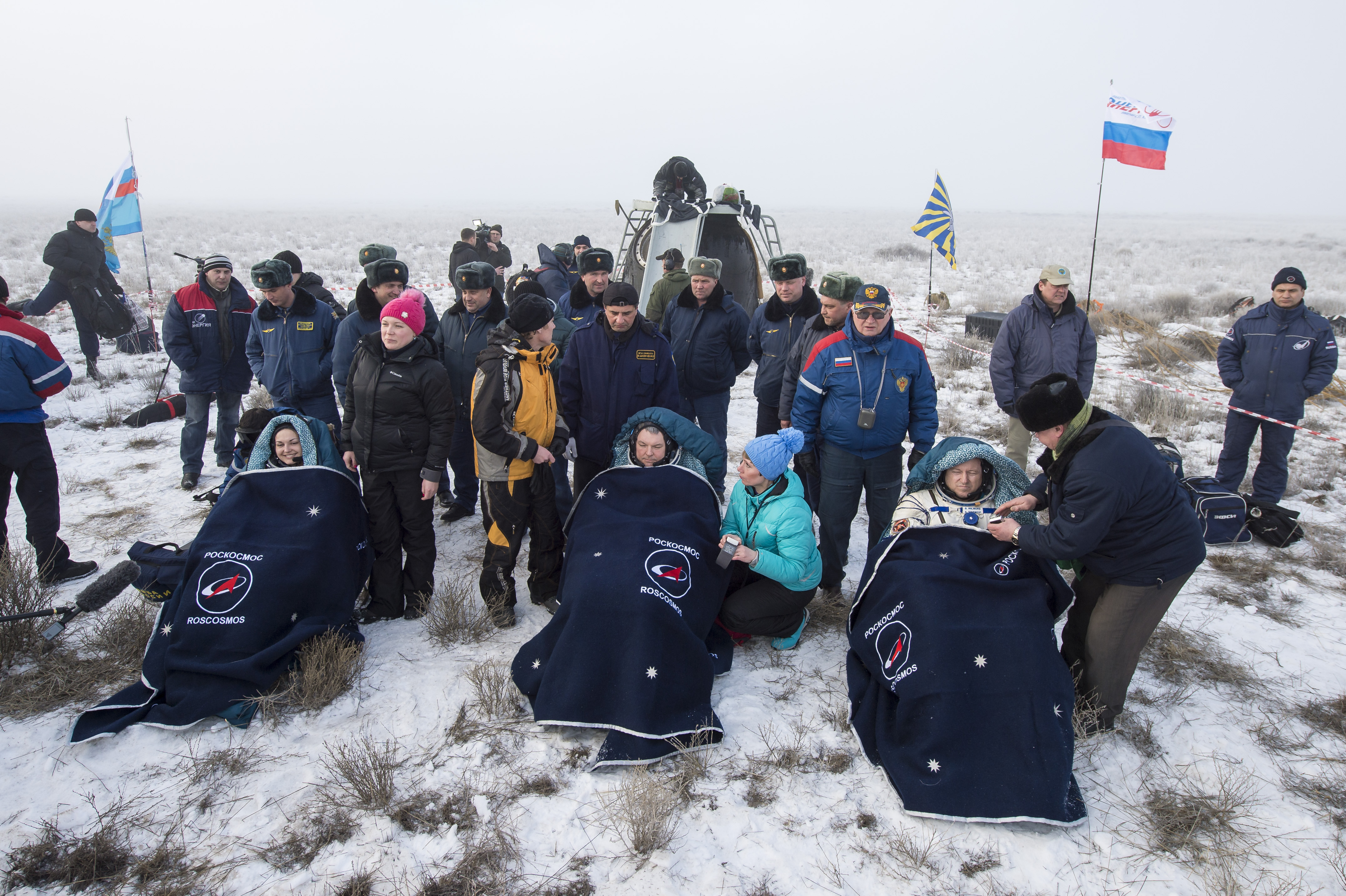
Die Crew mit den Helfern kurz nach der Landung